# Патронус
Патронус је, у универзуму Харија Потера, беличаста креатура која подсећа на духа. Обично има облик драге животиње том чаробњаку који га је призвао. Чин за призивање патронуса је "Expecto Patronum", а да би га чаробњак призвао, мора се сећати лепих успомена. Користи се кад дементор (чувар Аскабана) напада. Код слабијих и неконценрисаних чаробњака појављује се као бела измаглица, а код концентрисаних и јачих чаробњака се појављује у облику животиње која метафорички одликује ту особу. Бела измаглица је у стању да само накратко задржи дементоре, док је опипљиви патронус у стању да отера дементоре. Патронус је нешто што нема лоших сећања, те дементор не може да му нашкоди. Познато је да је код Албуса Дамблдора патронус у облику феникса, код Чо Чанг у облику лабуда, код Харија Потера у облику јелена, а код Хермионе у облику видре, Рона у облику пса, Џини Весли у облику коња, Луне Лавгуд у облику зеца и Пабла Лестрејнџа у облику тестрала.